# Vzajemni sklad
Vzajemni sklad je skupno premoženje več vlagateljev, s katerim se nato trguje na borzi. Deluje na bančnem računu banke, ki ima naziv banka skrbnica. Na ta račun se izvajajo vplačila in prav tako se iz tega računa izvajajo izplačila. Ima tudi določenega strokovnjaka, ki ima celoten dostop do premoženja in je upravljavec sklada. Ta kupuje in prodaja delnice, za katere meni, da bodo prinesle povečanje sredstev v skladu in posledično tudi več premoženja na enega vlagatelja. Ob vplačilu in izplačilu se lahko izvede zaračunavanje vstopne in izstopne provizije. Najmanjše vplačilo v vzajemni sklad je vstopna provizija + vrednost enote premoženja, ki je na začutku delovanja sklada določena s strani družbe za upravljanje, nato pa se izračuna vsak dan s padanjem oziroma naraščanjem instrumentov na borzi.
V Sloveniji moramo za leto, ko smo izvedli izplačilo iz sklada, izpolniti napoved za kapitalski dobiček in plačati dohodnino nanjo po stopnji 25%. 
Vzajemni skladi so lahko:
- obvezniški (obveznice - običajno manjša donosnost, zelo nizko tveganja)
- delniški (dokaj veliko tveganje, možna večja donosnost, ni pa zagotovljena); delniški skladi vlagajo splošno, na posebna geografska območja (npr. Zahodna Evropa, Kitajska,...) ali panožno (naravni viri, medicina,....)
- mešani (kombinacija zgornjih dveh)
- indeksni (dividende se ne izplačajo v sklad in vložijo, ampak se izplačajo vlagateljem na bančni račun)